# Simca 1100
Simca 1100 — автомобіль, який виготовлявся компанією Simca з 1967 по 1982 рік. Його замінив Simca-Talbot Horizon.

## Розробка
1100 був результатом «Проекту 928», розпочатого в 1962 році, завершеного інженерами Філіпом Грюнделером і Чарльзом Скейлом. Дизайн був результатом дослідження ринку Simca на початку 1960-х років, яке показало зростаючу популярність передньопривідних автомобілів, які забезпечували краще використання простору та комфорт у маленьких автомобілях. Навесні 1962 року, Simca організувала експериментальний випуск нової серії передньопривідних автомобілів, включаючи седани, універсали та легкі комерційні транспортні засоби, які належали до податкового класу Франції 6CV — між Simca Mille та Simca 1300. Обидва мали поперечне і поздовжнє розміщення двигуна, а в 1963 році затверджена конструкція поперечного двигуна. Simca 1100 була однією з перших конструкцій за межами Fiat, яка мала поперечний двигун із торцевою коробкою передач і карданними валами різної довжини (зараз майже універсальні серед малих автомобілів), можливий результат впливу Fiat як основного акціонера.
У 1963 році Chrysler придбав контрольний пакет акцій Simca, схваливши проект у 1964 році з метою виробництва влітку 1967 року. Короткий графік включав розробку нової трансмісії та пристосування двигуна Poissy об'ємом 1118 см3 від Simca 1000.

## Дебют
Коли автомобіль вперше був показаний на Сардинії та на Паризькому автосалоні в 1967 році, 1100 мав передовий дизайн, з кузовом типу хетчбек зі складними задніми сидіннями, дисковими гальмами, рейковим рульовим управлінням, незалежними передньою (подвійний поперечний важіль) і задньою (пробіжний важіль) підвісками з використанням торсіонів. Можна було вибрати автомобіль з ручною, автоматичною та напівавтоматичною коробкою передач. Двигун був скошений, щоб дозволити опустити капот; а двигун, коробка передач і підвіска були змонтовані на підрамнику, щоб кузов був відносно вільним. Кузов був приварений до рами, а не прикручений болтами. Повідомляється, що модель 1100 була уважно вивчена Volkswagen, коли остання компанія проектувала свій Volkswagen Golf, після того, як захотіла перейти від задньомоторних автомобілів з заднім приводом.

## Виробництво
Протягом першого повного року виробництва, 1968 року, обсяги вже були значними — 138 242 автомобілів. Важливо відзначити, що збільшення продажів моделі відбулося на паралельно зі зростанням виробництва компанії, оскільки загальне виробництво Simca зросло з 251 056 автомобілів у 1967 році до 350 083 у 1968 році, а обсяги для трохи меншої Simca 1000 були практично ідентичними протягом кожного з цих двох років.
Пік виробництва припав на 1973 рік, коли з конвеєра зійшло майже 300 000 Simca 1100. Проте виробництво стрімко впало до 1977 року, коли було виготовлено понад 142 000 1100, а в 1978 році (з дебютом Chrysler Horizon, запущеним у лютому 1978 року) було виготовлено лише половину цієї кількості (72 695) Simca 1100. Обсяги скоротилися нижче 20 000 у 1981 році, який був останнім роком виробництва у Франції, хоча в Іспанії виробництво тривало до 1982 року для автомобіля та 1985 року для версії фургона.
Всього виготовили 2 139 008 моделей Simca 1100.

## Двигуни
- 944 см3 type 352/3D1 I4
- 1118 см3 Poissy I4
- 1204 см3 Poissy I4
- 1294 см3 Poissy I4
- 1442 см3 type 6Y2 I4 (тільки для Швеції і Іспанії)